# The Landing
The Landing è il settimo album in studio del gruppo musicale power metal tedesco Iron Savior, pubblicato nel 2011.
Al basso va segnalato il rientro di Jan S. Eckert, che aveva abbandonato nel 2002 per entrare nei Masterplan.

## Tracce
1. Descending – 1:04
2. The Savior – 4:47
3. Starlight – 4:51
4. March of Doom – 4:42
5. Heavy Metal Never Dies – 4:14
6. Moment in Time – 5:07
7. Hall of the Heroes – 5:38
8. R.U. Ready – 4:48
9. Faster Than All – 5:03
10. Before the Pain – 4:34
11. No Guts No Glory – 4:28

## Formazione
- Piet Sielck – voce, chitarra
- Joachim Küstner – chitarra, cori
- Jan S. Eckert – basso, cori
- Thomas Nack – batteria